# Gin D. Wong
Gin Dan Wong (* 17. September 1922 in Guangzhou, Republik China; † 1. September 2017) war ein US-amerikanischer Architekt.

## Leben
Wong schloss in Los Angeles, Kalifornien die John H. Francis Technical High School ab. 1942 besuchte er Kurse am Los Angeles City College und im darauffolgenden Jahr an der Millikin University in Decatur, Illinois. Anschließend diente er im Zweiten Weltkrieg beim United States Army Air Corps als Navigator bei der auf den Marianen stationierten 20th Air Force und nahm an einigen der Luftangriffe des Jahres 1945 auf Japan teil.
Nach Beendigung des Krieges besuchte Wong die University of Southern California (USCA). Dort wurde er in die Geheimgesellschaft Scarab aufgenommen. Die School of Architecture der USCA schloss er 1950 ab, nachdem er dort den ersten Producers Council Design Award erhalten hatte. Er begann im Architektenbüro Pereira & Luckman Associates zu arbeiten und stieg dort zum Direktor der Entwurfsabteilung auf. In dieser Zeit war er für viele Jahre für den Entwurf des Los Angeles International Airport zuständig, der 1957 fertiggestellt wurde. Weitere Projekte waren 1953 die CBS Television City und 1957 das Union Oil Center, die beide in Los Angeles entstanden. 1958 war er Mitbegründer und Partner der Architekturfirma William L. Pereira & Associates, zu deren Werken unter anderem die 1972 in San Francisco fertiggestellte Transamerica Pyramid gehört. 
Seit 1974 hat Wong mit seiner Architektengemeinschaft GWA Planning and Architects Dutzende von Bauwerken geplant und deren Ausführung überwacht. Wong saß seit 1983 im Aufsichtsrat der University of Southern California.

## Ehrungen und Auszeichnungen
- 1966: Fellow des American Institute of Architects.[1]
- 2013: Modern Masters Award, The Los Angeles Conservancy.[2]

## Ausstellungen
Gemeinschaftsausstellungen
- 2011: Breaking Ground: Chinese American Architects in Los Angeles (1945-1980), Chinese American Museum, Los Angeles.
- 2013: Overdrive: L.A. Constructs the Future 1940 – 1990 der Getty Foundation, Los Angeles, Kalifornien.

## Werke
- 1960: Planung für die Unocal-Tankstelle für den Internationalen Flughafen von Los Angeles, 1965 gebaut am Santa Monica Boulevard, Beverly Hills, Kalifornien.
- 1980: Hilton Hotels Headquarters, Beverly Hills, Kalifornien.
- 1981: Ivine Meadows Amphitheatre, Irvine, Kalifornien; heute: Verizon Wireless Amphitheatre Irvine.
- 1984: Cincinnati Commerce Center at 600 Vine, Cincinnati, Ohio.
- 1984: DoubleTree Hotel Anaheim, Orange, Kalifornien.
- 1986: Central Engineering Building der Jet Propulsion Laboratories, Pasadena, Kalifornien.
- 2005: Gebäude der Midnight Mission, Los Angeles, Kalifornien.
- Masterplan für das Gebiet um den Nationalpark Huangguoshu-Wasserfall, Provinz Guizhou, Volksrepublik China.
- Flughafen für die Air National Guard, Point Mugu, Kalifornien.